# Walhalla, South Carolina
Walhalla är administrativ huvudort i Oconee County i South Carolina. Orten har fått sitt namn efter Valhall. Enligt 2020 års folkräkning hade Walhalla 4 072 invånare.